# نیکولا کورپوریشن
نیکولا کورپوریشن (به انگلیسی: Nikola Corporation) یک شرکت خودروسازی آمریکایی است، که در سال ۲۰۱۴ توسط ترونور میلتون تأسیس شد.